# Эйнштейн (программа)
Программа «Эйнштейн» (англ. EINSTEIN Program, или Einstein) — система обнаружения вторжений, которая защищает сетевые шлюзы высших государственных органов и учреждений США от несанкционированного трафика. Программное обеспечение было разработано компьютерной командой экстренной готовности США (US-CERT), которая является оперативным подразделением Национального управления кибербезопасности министерства внутренней безопасности США. Программа была первоначально разработана для обеспечения «ситуационной осведомленности» для гражданских ведомств. Первая версия системы протестировала сетевой трафик таким образом, что можно было отследить содержание передаваемых данных.

## Цели и задачи

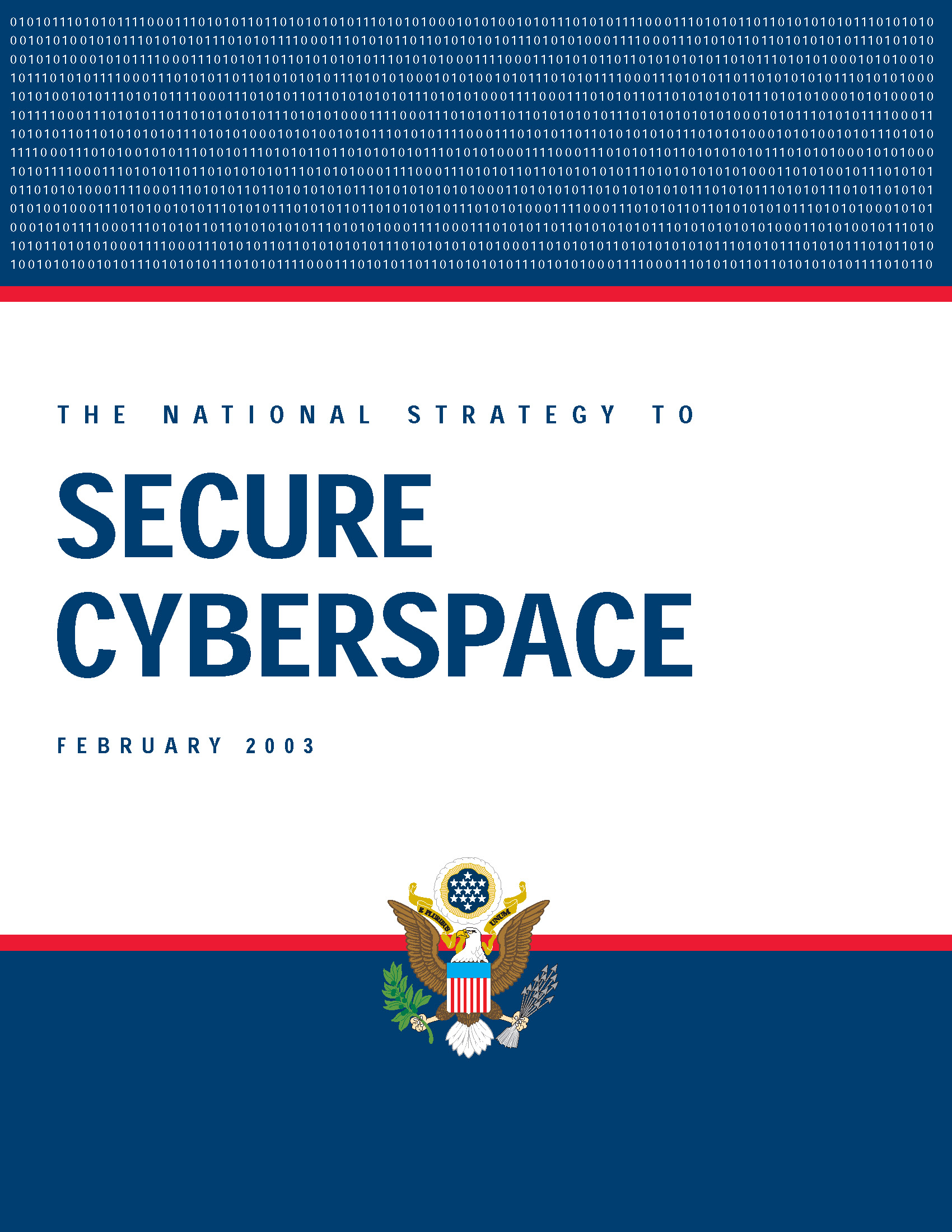
Национальная стратегия безопасности киберпространства (февраль 2003), закрепляющая министерство внутренней безопасности США в качестве ведущей организации по защитеIT.

Программа «Эйнштейн» является элементом комплекса мероприятий, предпринятых исполнительной и законодательной ветвями власти США в начале 2000-х годов, включая Закон об электронном правительстве 2002 года в целях повышения эффективности ИТ-технологий в сфере государственного управления.
Программа «Эйнштейн» основывается на Законе о внутренней  безопасности и Законе о федеральном управлении информационной  безопасностью 2002 года, и Директиве Президента по Национальной Безопасности (HSPD) 7 от 17 декабря 2003 года.
Согласно Закону об электронном правительстве 2002 года, в США было создано четыре центра защиты федеральных информационных систем, первым из которых стал Федеральный центр реагирования на компьютерные инциденты (англ. Federal Computer Incident Response Capability, FedCIRC). На базе FedCIRC в 2003 году была сформирована Компьютерная команда экстренной готовности США (US-CERT) как партнёрство между только что созданным министерством внутренней безопасности и Координационным центром CERT, который расположен в университете Карнеги-Меллон и финансируется министерством обороны США. Программа «Эйнштейн» была разработана US-CERT, в частности для того, чтобы выявить, ведутся ли кибератаки на правительство США, что было осуществлено путём анализа сетевого трафика от всех гражданских ведомств и сравнению его с трафиком в базовой линии:
1. если какое-либо правительственное агентство или ведомство сообщает об инциденте, служба мониторинга US-CERT, действующая в формате 24/7, может оценить данные входящего трафика и помочь разрешению инцидента;
2. если какое-либо правительственное агентство или ведомство подверглось компьютерной атаке, служба мониторинга US-CERT может быстро проверить каналы других ведомств, чтобы определить, велась ли атака по всем направлениям или была направлена против одного ведомства.

20 ноября 2007 года, в соответствии с памяткой Бюро управления и бюджета, программа «Эйнштейн-2» была рекомендована для внедрения во всех федеральных ведомствах США, за исключением министерства обороны и агентств разведывательного сообщества.

## Внедрение
Внедрение программы «Эйнштейн» в федеральных агентствах и ведомствах США началось в 2004 году и до 2008 года носило добровольный характер. К 2005 году три федеральных агентства внедрили программу, к декабрю 2006 года — восемь агентств, а к 2007 году министерство внутренней безопасности внедрило программу в масштабах всего министерства. К 2008 году Эйнштейн был развернут в пятнадцати из почти шестисот агентств и ведомств правительства США.

## Функциональные возможности
Согласно документам министерства внутренней безопасности, программа «Эйнштейн» при создании представляла собой «автоматизированный процесс сбора, сопоставления, анализа и обмена информацией в области компьютерной безопасности по всем учреждениям федерального гражданского правительства.». Программа не была предназначена для защиты сетевой инфраструктуры частного сектора. Целью программы является «содействие выявлению и устранению киберугроз и кибератак, повышению безопасности сети и отказоустойчивости критически значимых государственных услуг, поставляемых в электронном виде, а также повышению живучести сети Интернет.».
Программа была разработана для решения шести ключевых проблем безопасности федеральных правительственных сетей, которые были собраны из отчётов федеральных агентств и представлены в докладе Конгрессу США 2001 года. Кроме того, программа «Эйнштейн» предназначена для обнаружения компьютерных червей, аномалий входящего и исходящего трафика, управления конфигурациями сетей, а также анализа в режиме реального времени тенденций, которые US-CERT доводит до агентств и ведомств и учреждений для «благополучия домена Federal.gov». Программа «Эйнштейн» осуществляет сбор данных, в том числе:
- уникальных номеров автономных систем (ASN)
- типов и кодов ICMP
- длин сетевых пакетов
- протоколов передачи данных
- идентификации расположение источника данных и состояния соединения
- IP-адресов источника и назначения
- портов источника и назначения
- информации о флаге TCP
- информации о timestamp и продолжительности.

US-CERT может запросить дополнительную информацию для того, чтобы найти причину аномалий, выявленных программой «Эйнштейн». Результаты анализа US-CERT передаёт в ведомство, где выявлена аномалия, для принятия соответствующих мер.